# Cacostola flexicornis
Cacostola flexicornis är en skalbaggsart som beskrevs av Bates 1866. Cacostola flexicornis ingår i släktet Cacostola och familjen långhorningar.
Artens utbredningsområde är Venezuela. Inga underarter finns listade.